# Colaciticus jordani
Colaciticus jordani är en fjärilsart som beskrevs av Adalbert Seitz 1917. Colaciticus jordani ingår i släktet Colaciticus och familjen Riodinidae. Inga underarter finns listade i Catalogue of Life.